# Dodge Kingsway

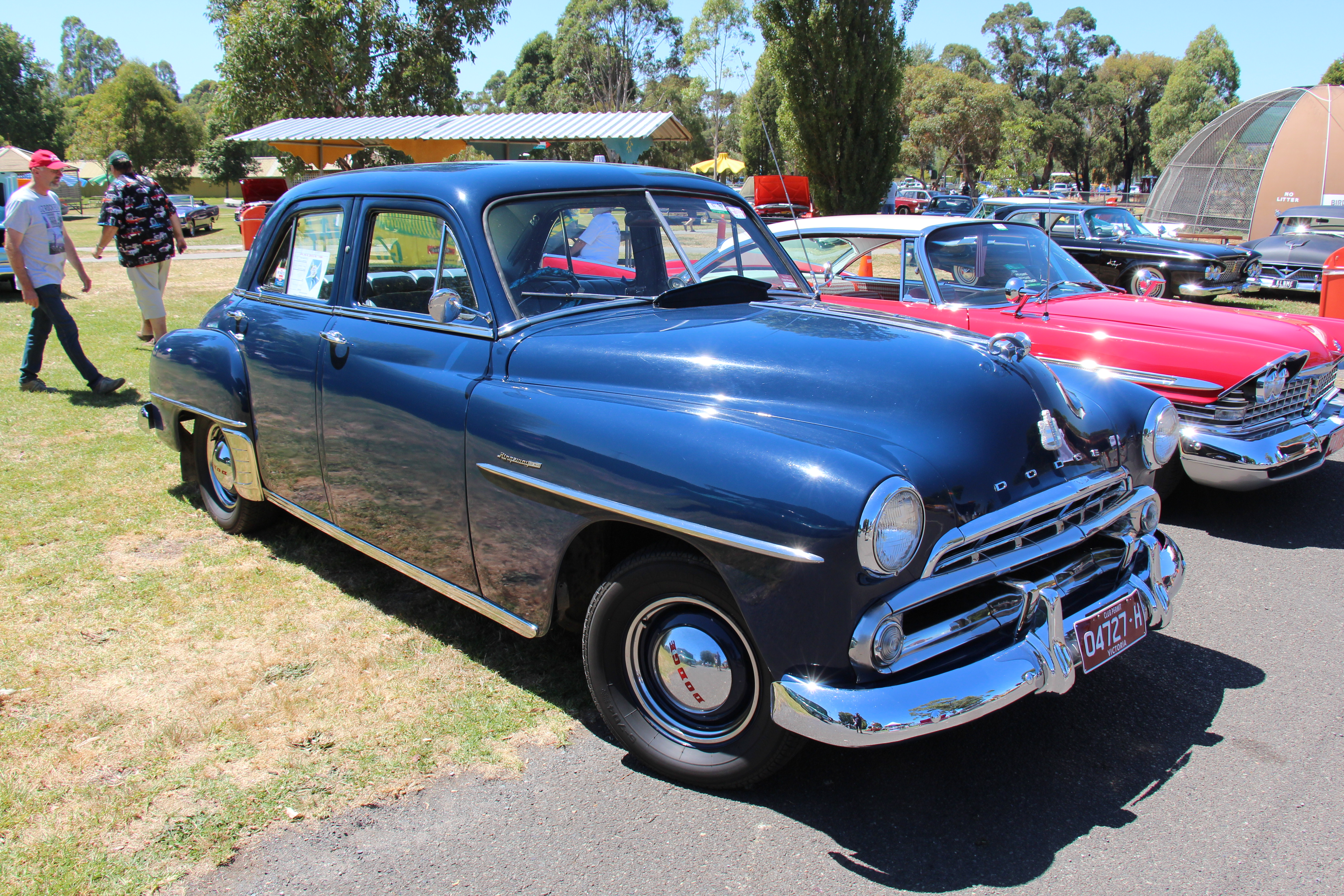
Dodge Kingsway australienne de 1953 (basée sur les Plymouth 1949-1952).

La Dodge Kingsway est une automobile construite par Dodge pour les marchés d'exportation. Le nom Kingsway a été adopté pour les modèles de 1940. Avant cela, les modèles d'exportation basés sur les modèles Plymouth n'avaient pas de nom de modèle unique.
Les Kingsway sont des véhicules Plymouth rebaptisés, bien qu'elles soient souvent équipées de pare-chocs et de garnitures Dodge. Elles étaient censées aider les concessionnaires Dodge étrangers à vendre des voitures d'une classe de prix inférieure. Les premiers modèles d'exportation ont été fabriqués en 1935, et ce jusqu'à l'année modèle 1959, avec de nombreux styles de carrosserie différents et de nombreuses variations en fonction du marché auquel ils étaient destinés et des modèles Plymouth disponibles à l'époque. Elles étaient construites soit à Detroit (Michigan), soit à Windsor (Ontario) au Canada.

## Versions
La Kingsway était le modèle Plymouth Deluxe le moins cher en 1949-52 (empattement de 111 po ou 2 820 mm), 1954-58 (basée sur la gamme Plymouth Plaza) et 1959 (Plymouth Savoy). La Kingsway DeLuxe était basée sur les Plymouth DeLuxe (1946–50, empattement de 118 1⁄2 po ou 3 010 mm), Cambridge (1951–53), Savoy (1954–58) et Belvedere (1959). La Kingsway Custom haut de gamme était la version Dodge des Plymouth Special DeLuxe (1946–50), Cranbrook (1951–53), Belvedere (1954–58) et Fury (1959). Pour 1959 seulement, la Kingsway proposait un modèle basé sur la Fury Sport, la Kingsway Lancer.
Avec l'introduction de la Dodge Dart pour 1960, la gamme Kingsway a été abandonnée.

## Introduction

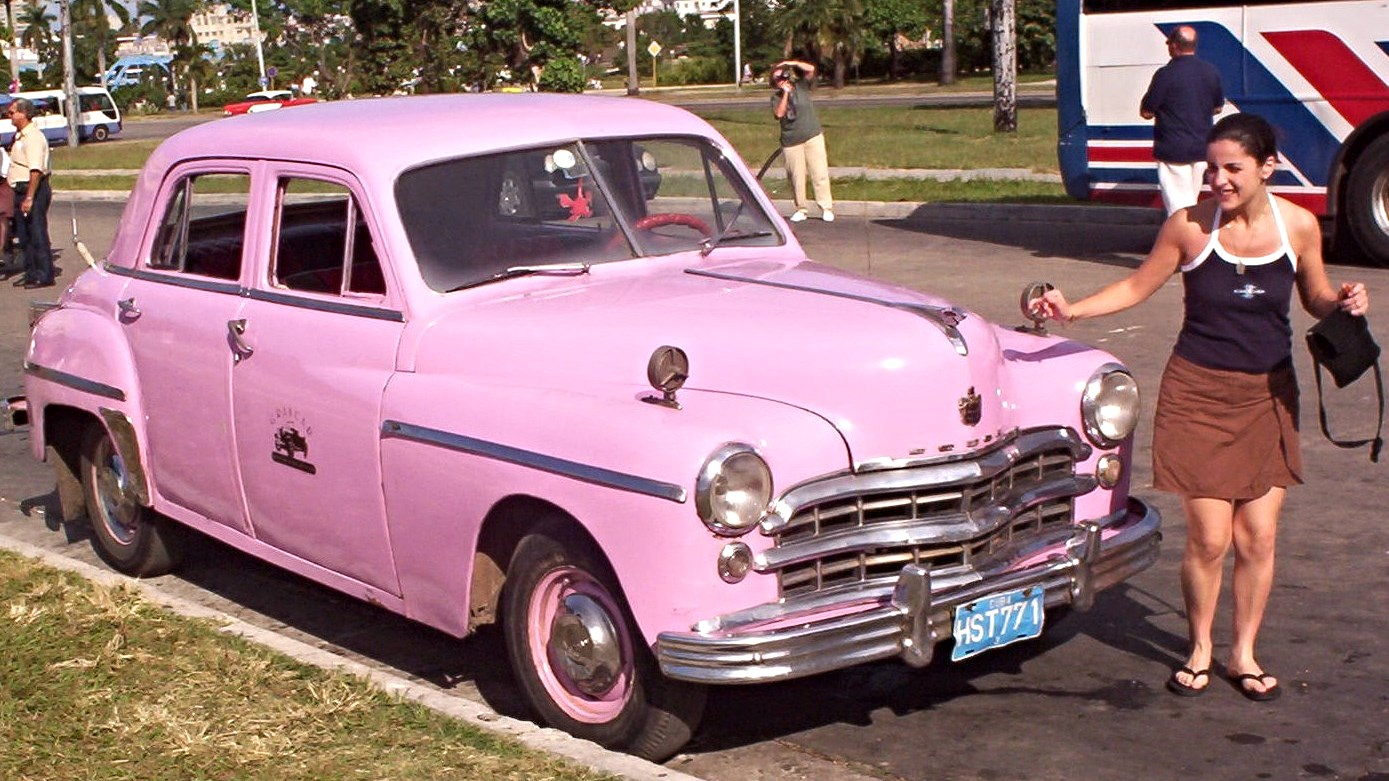
Kingsway 1949.

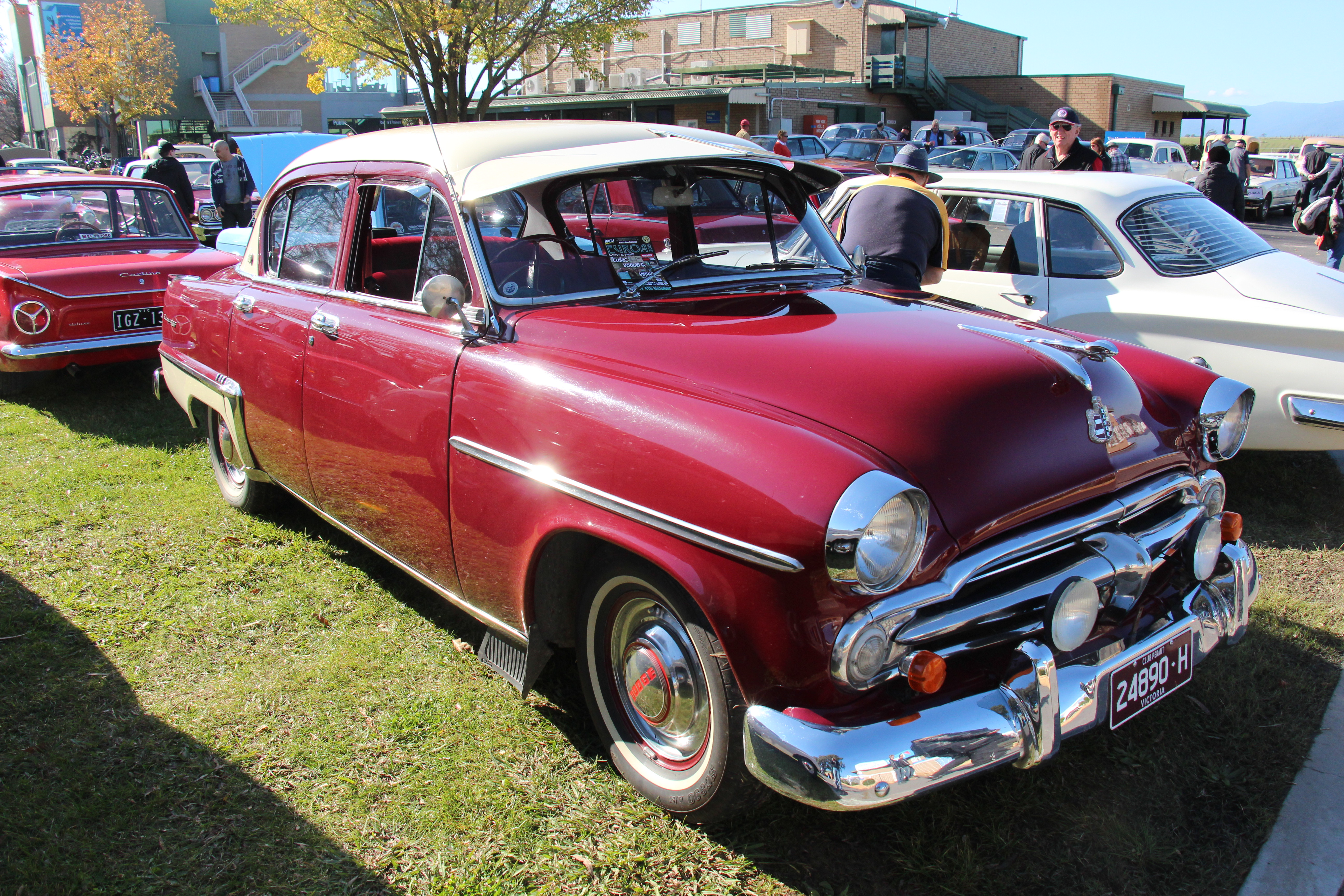
Kingsway Crusader de 1954 assemblée en Australie.

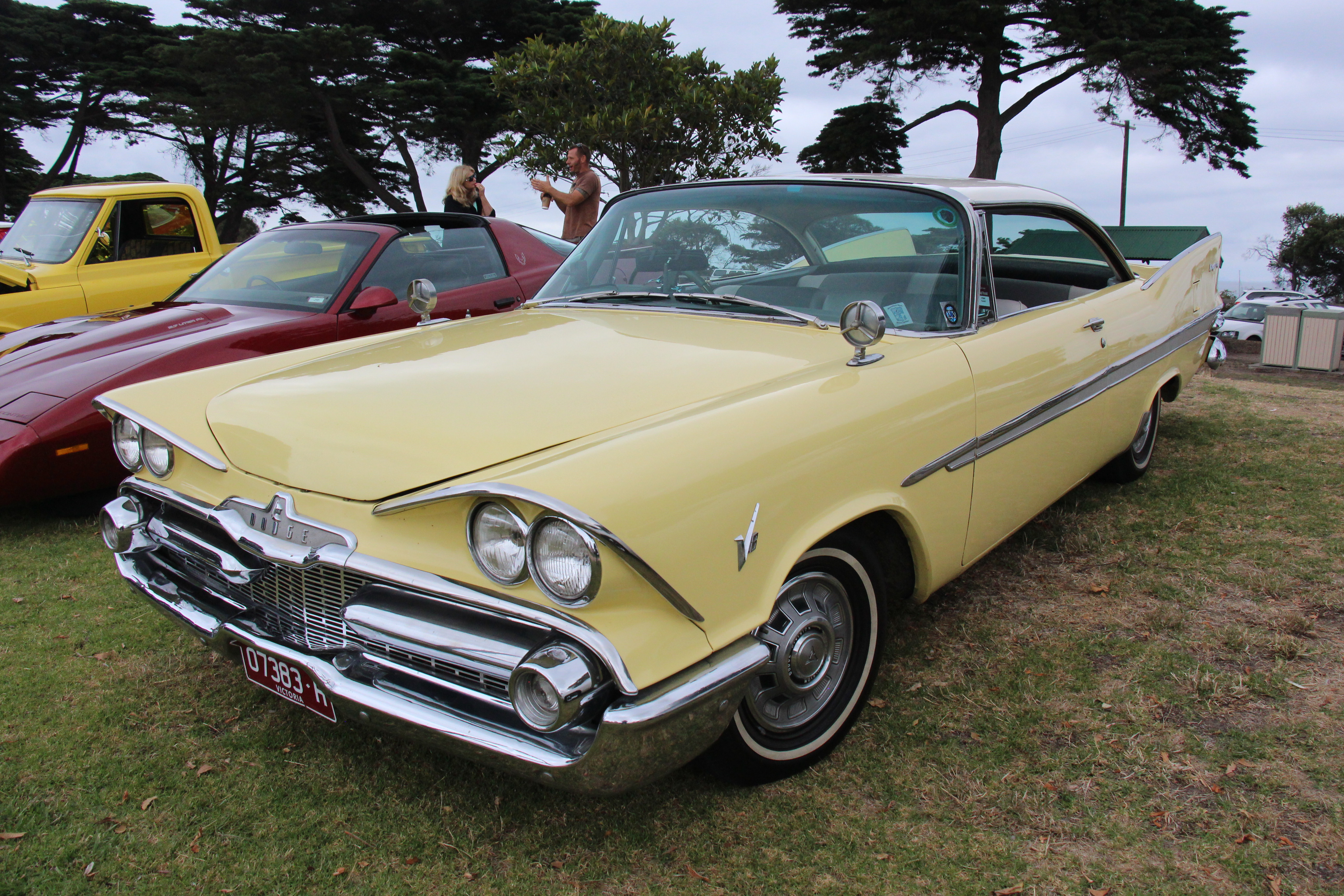
Kingsway 1959 coupé hardtop.

La première utilisation du nom Kingsway a eu lieu au Canada pour l'année modèle 1940 (modèle D16), essentiellement une version Plymouth remaniée par Dodge. Le modèle de base était livré avec un feu arrière, un pare-soleil et un essuie-glace - le tout côté conducteur. La carrosserie provenait d'une Plymouth avec des plaques signalétiques, un ornement de capot et une calandre Dodge qui s'adaptaient à l'avant Plymouth. Les styles de carrosserie étaient coupé d'affaires, berlines 2 portes et 4 portes.
Le nom Kingsway a continué pour l'année modèle 1941, sur le modèle D20. Elle était désormais disponible en deux versions, base et Special. La Special coûtait environ 25 $ de plus que le modèle de base. Les styles de carrosserie proposés étaient les mêmes qu'en 1940 avec l'ajout d'un coupé 5 places avec sièges rabattables (auxiliaires) dans le compartiment arrière.
Pour l'année modèle 1942, le nom Kingsway a été remplacé par DeLuxe, le même nom que celui utilisé sur le modèle de base de la gamme Plymouth. La DeLuxe était également la Dodge la moins chère au Canada de 1946 à 1950, bien que d'autres marchés d'exportation aient continué à utiliser le surnom Kingsway.
Chrysler Canada a réintroduit le nom Kingsway sur le marché canadien pour l'année modèle 1951, en tant que version Dodge canadienne redéfinie de la Plymouth Concord, et a remplacé le nom DeLuxe utilisé sur les modèles à empattement de 111 pouces de 1949-1950.
La Kingsway de 1951 offrait un coupé d'affaires 2 portes, une berline fastback 2 portes, une familiale Suburban 2 portes et une familiale Savoy 2 portes. Le Savoy utilisait des garnitures intérieures et extérieures similaires à celles utilisées sur les modèles plus chers. Le coupé d'affaires a été abandonné pour l'année modèle 1952. Comme pour la Plymouth Concord, la Dodge Kingsway canadienne a été abandonnée pour 1953.
La Kingsway, ainsi que la Plymouth Savoy, ont également été assemblées en Inde par Premier Automobiles jusqu'à la fin des années 1950.

## Production australienne

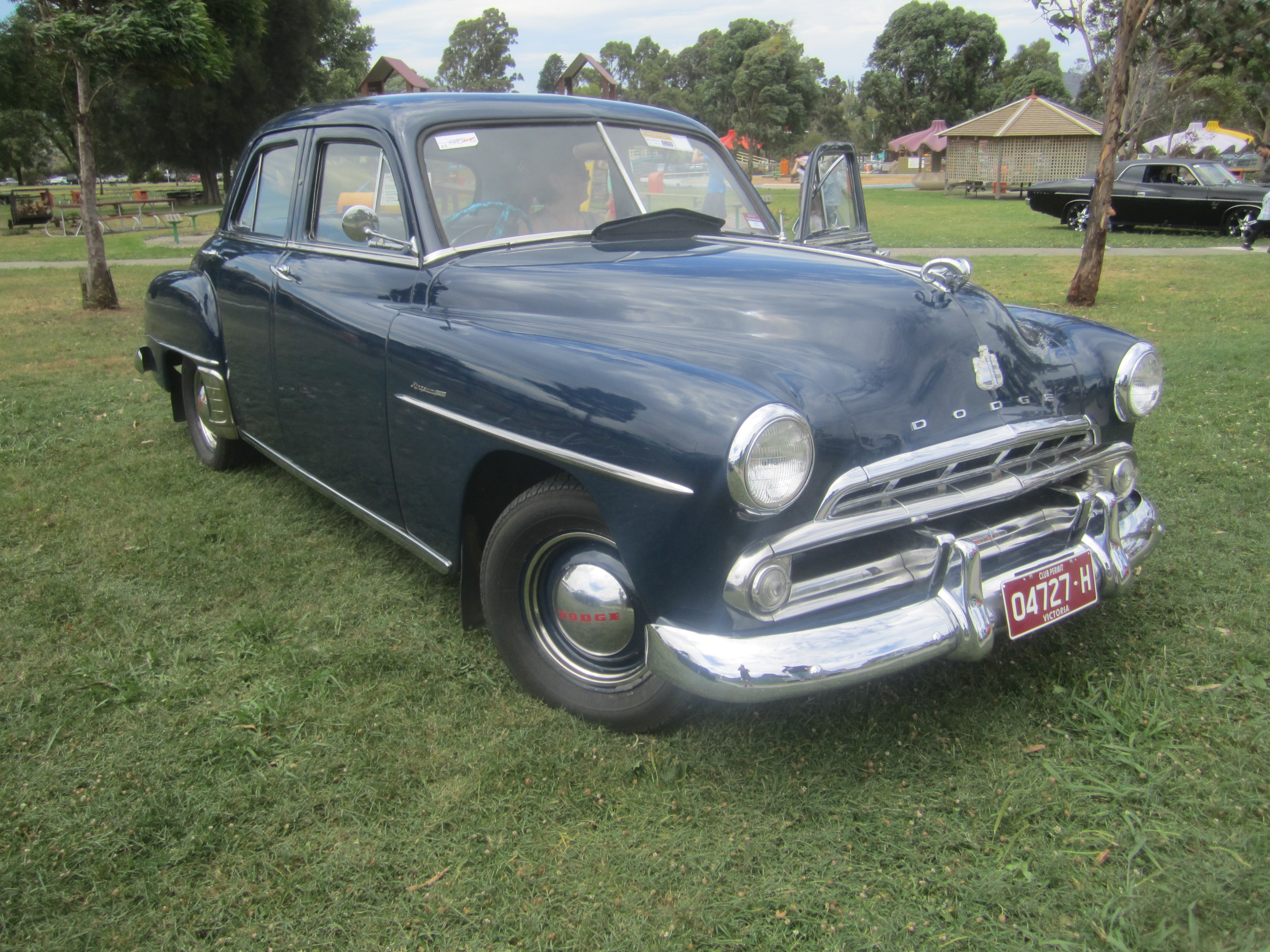
Ceci est une Dodge Kingsway Sedan de 1952.

Chrysler Australia a mis en vente la Kingsway série D43 en 1953 dont tous les principaux panCneaux ont été pressés en Australie sur un outillage de iciabrication australienne. Les Kingsway de la série D49 ont été assemblées de 1954 à 1957. La Kingsway D49 ne se différait des modèles Plymouth P25 et DeSoto SP25 Diplomat que par les calandres et les badges également assemblés par Chrysler Australia. Une variante Kingsway utilitaire coupé développée par l'Australie a été introduite en 1956.